# Swedish House Wives
Swedish House Wives är en svensk popgrupp bestående av tre kvinnliga soloartister: Hanna Hedlund, Jenny Silver och Pernilla Wahlgren. Trion tävlade i andra deltävlingen i Melodifestivalen 2013 och kom på sjätte plats med låten "On Top Of The World". Låten är skriven av Peter Boström och Thomas G:son.
Låten testades på Svensktoppen den 17 februari men kom inte in på listan. Från början hade trion inget artistnamn, utan vid bidragspresentationen den 19 november 2012 meddelade man bara att Hedlund, Silver och Wahlgren skulle framföra låten tillsammans som en grupp. Först den 13 december samma år presenterade Sveriges Television gruppens namn. Namnet var en ordlek med första bokstaven i efternamnen Silver, Hedlund och Wahlgren, men även ett hopkok av The Real Housewives och Swedish House Mafia.
Något som gruppens tre medlemmar har gemensamt är att de alla har varit med i festivalen tidigare. Pernilla Wahlgren har varit med fyra gånger och Hanna Hedlund och Jenny Silver har deltagit två gånger vardera. Detta blev första gången som de tre tävlade som en grupp. Dock kan det tilläggas att Wahlgren respektive Hedlund har tävlat i duett varsin gång, då Wahlgren tävlade med Jan Johansen år 2003 medan Hedlund tävlade med sin syster Lina Hedlund, under gruppnamnet Hanna & Lina, år 2002.